# Diplura (algue)
Cet article concerne le genre d'algues brunes. Pour le genre d'araignées, voir Diplura (araignée). Pour l'ordre d'Hexapodes, voir Diplura (Hexapodes).
Genre
Diplura est un genre d'algues brunes de la famille des Scytosiphonaceae. 

## Liste d'espèces
Selon AlgaeBase (30 oct. 2012) et World Register of Marine Species (30 oct. 2012) :
- Diplura simplex J.Tanaka & Chihara, 1981
- Diplura simulans Hollenberg, 1969 (espèce type)